# Adzo Rebecca Kpossi
Adzo Rebecca Kpossi est une nageuse togolaise, née le 25 janvier 1999. En 2012, elle est la plus jeune participante des Jeux de Londres. En 2016, elle est désignée porte-drapeau de la délégation togolaise aux Jeux de Rio.

## Biographie
Adzo Rebecca Kpossi commence la natation à l'âge de deux ans, sous la supervision de son père, Komi Kpossi. En l'absence d'infrastructure de natation au Togo, elle s'entraîne dans des piscines d'hôtel. Elle participe à sa première grande compétition en 2011, à 12 ans seulement, aux championnats du monde organisés à Shanghai. Elle réalise le 87e temps sur 88 des séries du 50 m papillon.
En 2012, elle est la plus jeune participante des Jeux de Londres. Elle termine avec l'avant-dernier temps des séries du 50 m nage libre a la 72 ieme place . La jeune nageuse a néanmoins amélioré son temps de 37'55 contre 44'60 au mondiaux de Shanghai en 2011 et elle fesais partie des trois nageuses africaines qui ont été invités a Londres dans le cadre de "l'universalité des jeux".
En 2013, elle est présente aux championnats du monde de Barcelone mais abandonne le matin de sa série à cause d'une crise de paludisme.
En 2016, elle est désignée porte-drapeau de la délégation togolaise aux Jeux de Rio.